# 赫歇尔撞击坑 (火星)
赫歇爾撞擊坑（英語：Herschel）是火星上的一個巨大的撞擊坑，以英國天文學家威廉·赫歇爾命名。

## 概要
赫歇爾撞擊坑直徑約300公里，這樣的巨大撞擊坑常被視為撞擊盆地。它位於火星南半球有許多撞擊坑的高原上，中心座標14.5°S，230°W。火星全球探勘者號在該撞擊坑底部發現暗色的沙丘地形。

## 外部連結
- Gazetteer of Planetary Nomenclature Planetary Names: Crater, craters: Herschel on Mars （页面存档备份，存于）